# نوسان (كحلان الشرف)

تعديل مصدري - تعديل

نوسان هي إحدى قرى عزلة نوسان بمديرية كحلان الشرف التابعة لمحافظة حجة، بلغ تعداد سكانها 3161 نسمة حسب تعداد اليمن لعام 2004.